# 文芮璘
文芮璘（1990年8月22日—）是一名韩国现代五项运动员，身高1.65米，体重56千克。曾参加2010年广州亚运会现代五项比赛，并获得女子个人第十名和女子团体银牌。